# Aéroport de Neom Bay
L’aéroport de Neom Bay (code IATA : NUM • code OACI : OENN) est un aéroport commercial situé à Neom, en Arabie saoudite. L'aéroport le plus proche, l'aéroport international de Charm el-Cheikh, se situe à 48 km. L’aéroport est le premier construit des quatre prévu dans le projet Neom. En janvier 2019, l'aéroport a accueilli 130 passagers saoudiens, employés de Neom. L'aéroport est situé à Neom Bay, la première zone à être construite dans le cadre du projet. L’Association du transport aérien international (IATA) a classé l’aéroport comme un pôle commercial. La longueur de la piste de l'aéroport est de 3 757 m. L’aéroport est situé dans une zone stratégique car il relie quatre pays, l’Arabie saoudite, la Jordanie, Israël et l’Égypte. L’aéroport de Neom est le premier aéroport de la région à utiliser le service de réseau sans fil 5G.

## Histoire
L'aéroport a reçu son premier vol le 30 juin 2019, lorsqu'un avion de la compagnie Saudia venu de Riyad a atterri.

## Situation
| Neom Dammam Djeddah Riyadh Médine Al-Hofuf Yanbu Buraidah Abha Al Bahah Haïl Tabuk Ta'if Al-Jawf Al Wajh Arar Bisha Dawadmi Gurayat Najran Qaisumah Rafha Sharurah Al-`Ula Turaif Wadi al-Dawasir |

## Lignes aériennes et destinations
Saudia assure des vols à destination de Neom depuis Riyad, la capitale, deux fois par semaine, depuis juillet 2019.

## Statistiques
Pour des raisons techniques, il est temporairement impossible d'afficher le graphique qui aurait dû être présenté ici.

Voir la requête brute et les sources sur Wikidata.